# 野球殿堂 (日本)

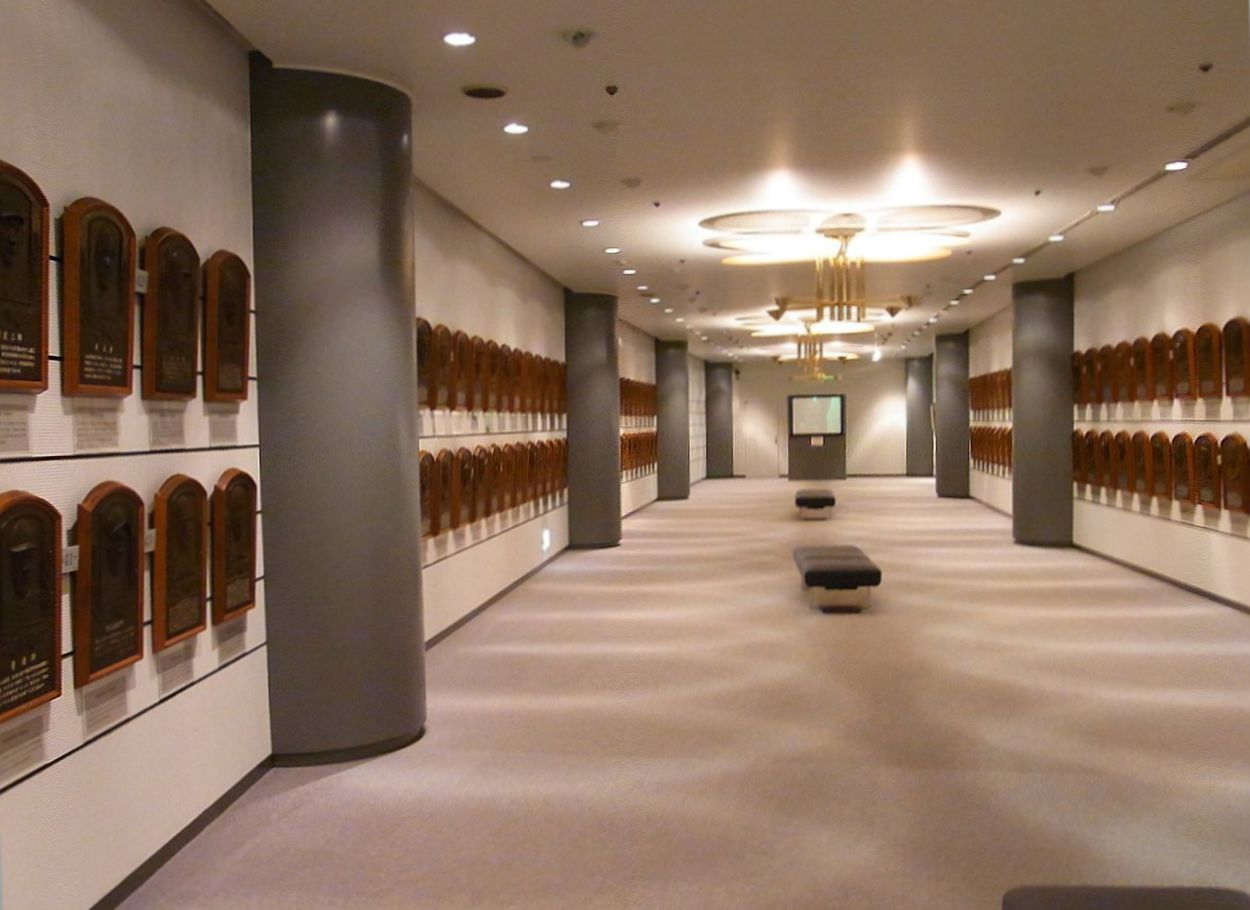
野球殿堂（2010年）

野球殿堂（やきゅうでんどう）は、日本のプロ野球などで顕著な活躍をした選手や監督・コーチ、また野球の発展に大きく寄与した人物に対して、その功績を称え顕彰するために創設された殿堂である。アメリカ野球殿堂に範をとった殿堂で、殿堂ホールは東京都文京区の東京ドームに併設されている野球殿堂博物館内にあり、肖像のレリーフが展示してある。

## 表彰規程

### 現在の表彰規程
2024年1月現在の表彰規程を以下に記す。
2007年の表彰規程改正により、2008年以降の競技者表彰は「プレーヤー表彰」と「エキスパート表彰」の2部門で選考している。

#### 競技者表彰

##### プレーヤー表彰
表彰の対象者
プロ選手で、引退後5年を経過してその後15年間の者（つまり、引退後5年以上20年以内の者）。ただし、故人は経過期間を要しない。
表彰委員
野球報道に関して15年以上の経験を持つ者（2024年では358人）。
選出方法
競技者表彰委員会幹事会が作成した30名以内の候補者名簿から、表彰委員1名につき7人以内の連記で投票し、委員全員の3分の2以上の有効投票があれば75%以上の得票者が選出される。
表彰の対象者から除外されるケース
得票率が有効投票数の3%未満だった場合。引退後21年以上経過することで、エキスパート表彰で再び資格を得られる。

##### エキスパート表彰
表彰の対象者
1. 監督、コーチを退任後6ヶ月以上経過している者。
2. 21年以上前にプロ野球の現役を引退した者。

なお、故人や65歳以上の者は6ヶ月の経過期間を要しない。
表彰委員
野球殿堂入りした者、競技者表彰委員会幹事、野球報道に関して30年以上の経験を持つ者（2023年では158人）。
選出方法
競技者表彰委員会幹事会が作成した25名以内の候補者名簿から、表彰委員1名につき6人以内の連記で投票し、委員全員の3分の2以上の有効投票があれば75%以上の得票者が選出される。

#### 特別表彰
表彰の対象者
1. アマチュア野球の競技者を対象に、選手は引退後5年、指導者は退任後6ヶ月を経過している者。なお、故人や65歳以上の者は経過期間を要しない。
2. プロ野球及びアマチュア野球の審判員を引退後6ヶ月を経過している者。なお、故人や65歳以上の者は経過期間を要しない。
3. プロ及びアマチュア野球の組織や管理に貢献した者、又はしている者。
4. 野球に関する文芸・学術・美術・音楽等の著作物を有する者や、報道関係者としての実績がある者。

現役を引退したプロ選手・コーチ・監督であっても、上記条件のいずれかに該当していれば、特別表彰の対象者となる。
なお、2002年度と2003年度は、新世紀特別表彰として、20世紀の日本野球界の基礎作りに大きく貢献した野球に縁のある著名人に対する表彰も行われた。
表彰委員
プロ野球役員および元役員、アマチュア野球役員、野球関係学識経験者、計14名
選出方法
特別表彰候補者選考委員が作成した10名の候補者名簿から、表彰委員1名につき3名以内の連記で投票し、75%以上の得票者が選出される。

## 表彰者特典
- 表彰者は、毎年オールスターゲームのうちの1試合に招待され、試合を中断して表彰式を開催する。アマチュア関係者の場合、全国高等学校野球選手権大会、都市対抗野球大会や東京六大学野球リーグ戦の最終節（早慶戦）などの際に表彰式を行う場合もある。なお物故者など、やむを得ない事情により参加できない場合は家族（遺族）ら代理人が参列する。
- 表彰者には賞金100万円と、野球殿堂博物館に掲げられるレリーフ（銅製胸像額）のレプリカが贈呈される。

## 競技者表彰者
年度がない年は該当者なし。ただし、1975年は規則改正のため表彰者はいない。

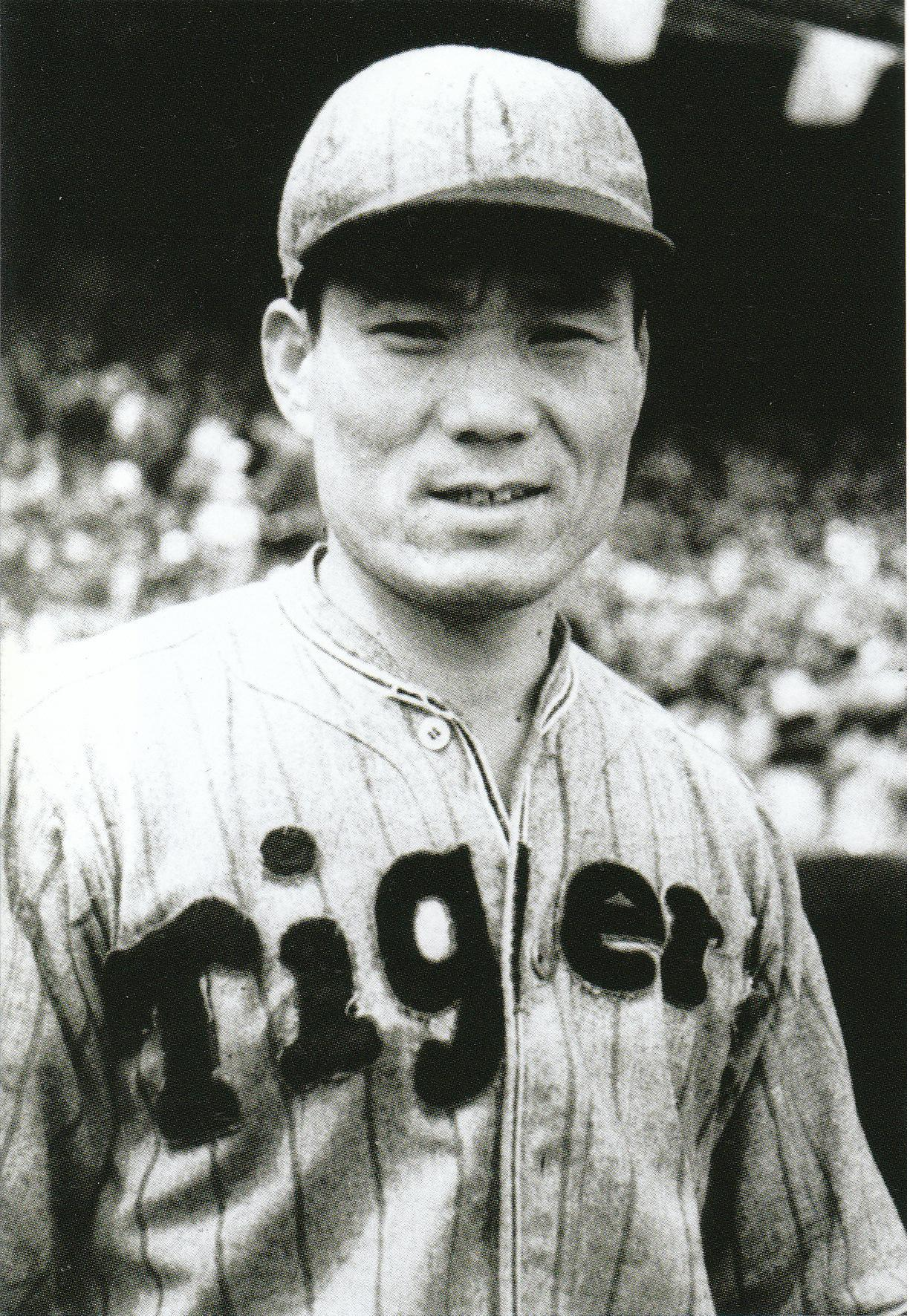
若林忠志（1947年頃）

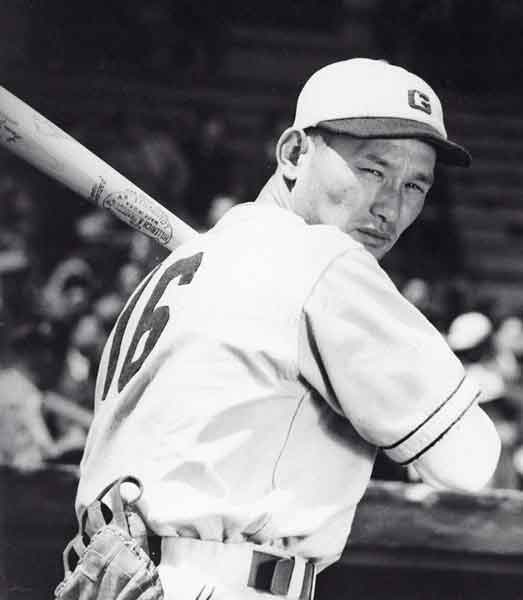
川上哲治（1952年以前）

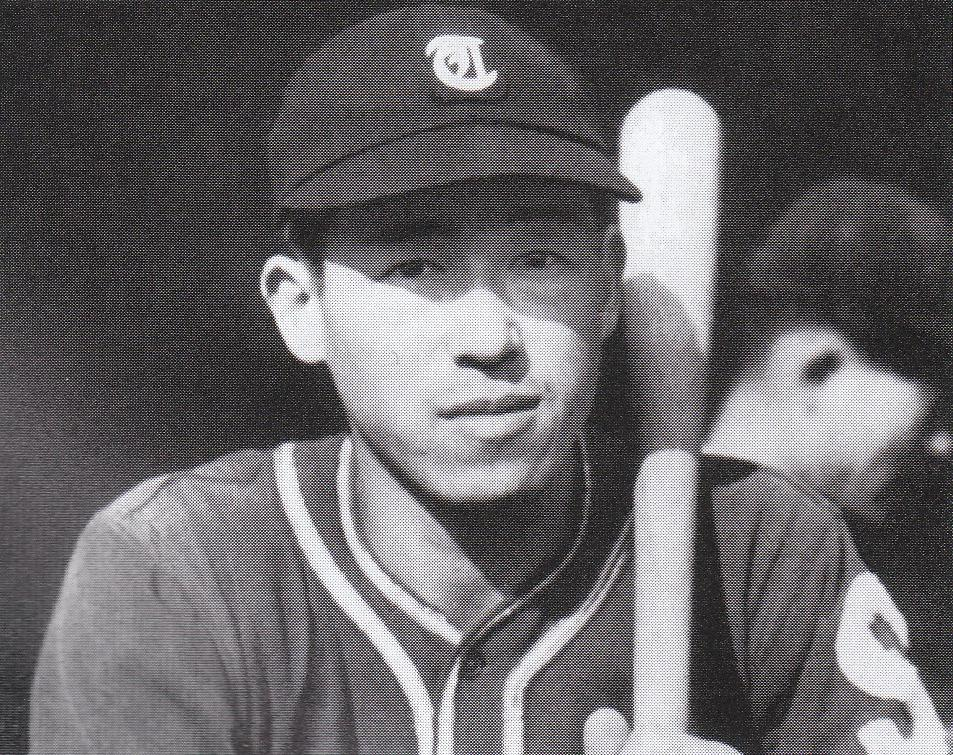
大下弘（1946年）

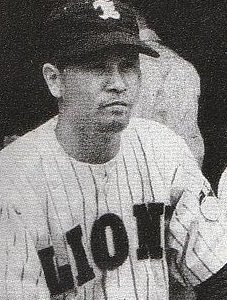
三原脩（1951年）

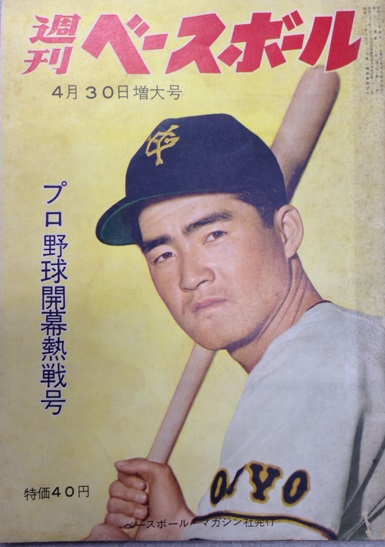
長嶋茂雄（1958年）

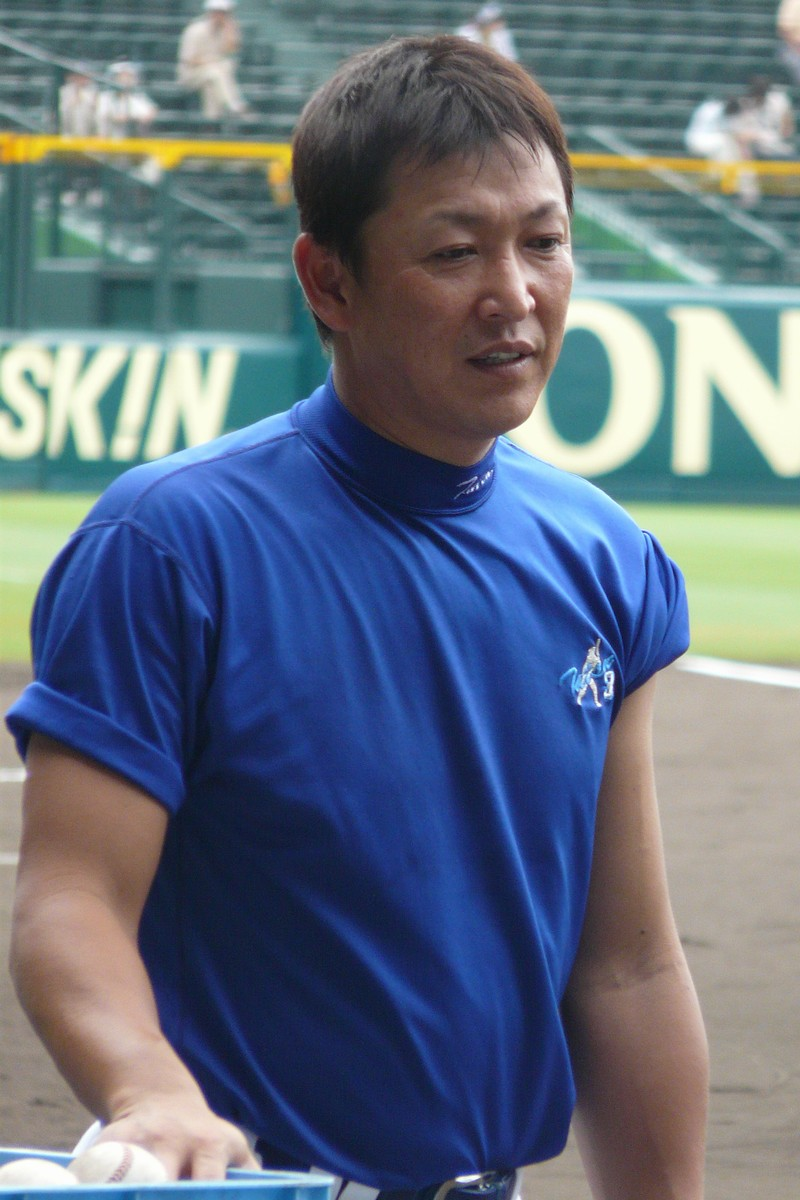
立浪和義（2009年）

### 競技者表彰
| 年度   | 表彰者                                 |
| ------ | -------------------------------------- |
| 1960年 | ヴィクトル・スタルヒン*                |
| 1962年 | 池田豊                                 |
| 1963年 | 中島治康                               |
| 1964年 | 若林忠志                               |
| 1965年 | 川上哲治、鶴岡一人                     |
| 1969年 | 苅田久徳                               |
| 1970年 | 天知俊一、二出川延明                   |
| 1972年 | 石本秀一                               |
| 1974年 | 藤本定義、藤村富美男                   |
| 1976年 | 中上英雄                               |
| 1977年 | 水原茂、西沢道夫                       |
| 1978年 | 松木謙治郎、浜崎真二                   |
| 1979年 | 別所毅彦                               |
| 1980年 | 大下弘、小鶴誠                         |
| 1981年 | 飯田徳治、岩本義行                     |
| 1983年 | 三原脩                                 |
| 1985年 | 杉下茂、白石勝巳、荒巻淳               |
| 1988年 | 長嶋茂雄、別当薫、西本幸雄、金田正一   |
| 1989年 | 島秀之助、野村克也、野口二郎           |
| 1990年 | 真田重蔵、張本勲                       |
| 1991年 | 牧野茂、筒井修、島岡吉郎               |
| 1992年 | 廣岡達朗、坪内道則、吉田義男           |
| 1993年 | 稲尾和久、村山実                       |
| 1994年 | 王貞治*、与那嶺要                      |
| 1995年 | 杉浦忠、石井藤吉郎                     |
| 1996年 | 藤田元司、衣笠祥雄                     |
| 1997年 | 大杉勝男                               |
| 1999年 | 中西太、広瀬叔功、古葉竹識、近藤貞雄   |
| 2000年 | 米田哲也                               |
| 2001年 | 根本陸夫、小山正明                     |
| 2002年 | 山内一弘、鈴木啓示、福本豊、田宮謙次郎 |
| 2003年 | 上田利治、関根潤三                     |
| 2004年 | 仰木彬                                 |
| 2005年 | 村田兆治、森祇晶                       |
| 2006年 | 門田博光、高木守道、山田久志           |
| 2007年 | 梶本隆夫                               |

| 年度   | プレーヤー表彰者                |
| ------ | ------------------------------- |
| 2008年 | 山本浩二、堀内恒夫              |
| 2009年 | 若松勉                          |
| 2010年 | 東尾修                          |
| 2011年 | 落合博満                        |
| 2012年 | 北別府学、津田恒実              |
| 2013年 | 大野豊                          |
| 2014年 | 野茂英雄*、秋山幸二、佐々木主浩 |
| 2015年 | 古田敦也                        |
| 2016年 | 斎藤雅樹、工藤公康*             |
| 2017年 | 伊東勤                          |
| 2018年 | 松井秀喜*、金本知憲*            |
| 2019年 | 立浪和義                        |
| 2022年 | 高津臣吾、山本昌                |
| 2023年 | アレックス・ラミレス            |
| 2024年 | 黒田博樹、谷繁元信              |
| 2025年 | イチロー*、岩瀬仁紀             |

*は候補1年目の受賞者
斜体はプロ野球に関与しなかった受賞者

## 競技者表彰者 (エキスパート表彰者)

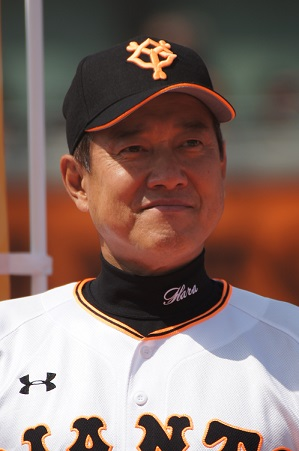
原辰徳（2015年）

| 年度   | エキスパート表彰者 |
| ------ | ------------------ |
| 2009年 | 青田昇             |
| 2010年 | 江藤慎一           |
| 2011年 | 皆川睦雄           |
| 2013年 | 外木場義郎         |
| 2016年 | 榎本喜八           |
| 2017年 | 星野仙一、平松政次 |
| 2018年 | 原辰徳             |
| 2019年 | 権藤博             |
| 2020年 | 田淵幸一           |
| 2023年 | ランディ・バース   |
| 2025年 | 掛布雅之           |

## 特別表彰者

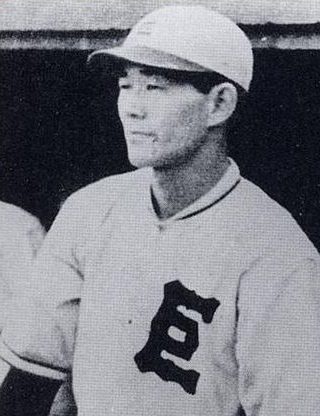
沢村栄治（1943年）

| 年度   | 表彰者                                                                                 |
| ------ | -------------------------------------------------------------------------------------- |
| 1959年 | 正力松太郎、平岡凞、青井鉞男、安部磯雄、橋戸信、押川清、久慈次郎、澤村榮治、小野三千麿 |
| 1960年 | 飛田忠順、河野安通志、櫻井彌一郎                                                       |
| 1962年 | 市岡忠男                                                                               |
| 1964年 | 宮原清                                                                                 |
| 1965年 | 井上登、宮武三郎、景浦將                                                               |
| 1966年 | 守山恒太郎                                                                             |
| 1967年 | 腰本寿                                                                                 |
| 1968年 | 鈴木惣太郎、田邊宗英、小林一三                                                         |
| 1969年 | 三宅大輔、田部武雄、森岡二朗、島田善介、有馬頼寧                                       |
| 1970年 | 田村駒治郎、直木松太郎、中馬庚                                                         |
| 1971年 | 小西得郎、水野利八                                                                     |
| 1972年 | 中野武二、太田茂                                                                       |
| 1973年 | 内海弘蔵、天野貞祐、広瀬謙三                                                           |
| 1974年 | 野田誠三                                                                               |
| 1976年 | 小泉信三                                                                               |
| 1977年 | 森茂雄、西村幸生                                                                       |
| 1978年 | 伊丹安広、吉原正喜、岡田源三郎                                                         |
| 1979年 | 平沼亮三、谷口五郎                                                                     |
| 1980年 | 千葉茂                                                                                 |
| 1981年 | 佐伯達夫、小川正太郎                                                                   |
| 1982年 | 鈴木龍二、外岡茂十郎                                                                   |
| 1983年 | 内村祐之                                                                               |
| 1984年 | 桐原眞二                                                                               |
| 1985年 | 田中勝雄、山内以九士                                                                   |
| 1986年 | 中河美芳、松方正雄                                                                     |
| 1987年 | 藤田信男、山下実                                                                       |
| 1988年 | 横沢三郎、芥田武夫、永田雅一                                                           |
| 1989年 | 池田恒雄、伊達正男                                                                     |
| 1990年 | 佐伯勇                                                                                 |
| 1991年 | 中澤良夫                                                                               |
| 1992年 | 吉田正男                                                                               |
| 1994年 | 廣岡知男                                                                               |
| 1995年 | 呉昌征、村上實                                                                         |
| 1996年 | 牧野直隆、保坂誠                                                                       |
| 1997年 | 山本英一郎                                                                             |
| 1998年 | 中尾碩志、井口新次郎                                                                   |
| 1999年 | 吉國一郎                                                                               |
| 2000年 | 福島慎太郎                                                                             |
| 2001年 | 武田孟、長谷川良平                                                                     |
| 2002年 | 中澤不二雄、生原昭宏                                                                   |
| 2003年 | 松田耕平                                                                               |
| 2004年 | 秋山登                                                                                 |
| 2005年 | 志村正順                                                                               |
| 2006年 | 川島廣守、豊田泰光                                                                     |
| 2007年 | 松永怜一                                                                               |
| 2008年 | 嶋清一                                                                                 |
| 2009年 | 大社義規、君島一郎                                                                     |
| 2010年 | 古田昌幸                                                                               |
| 2012年 | 長船騏郎、大本修                                                                       |
| 2013年 | 福嶋一雄                                                                               |
| 2014年 | 相田暢一                                                                               |
| 2015年 | 林和男、村山龍平                                                                       |
| 2016年 | 松本瀧藏、山中正竹                                                                     |
| 2017年 | 郷司裕、鈴木美嶺                                                                       |
| 2018年 | 瀧正男                                                                                 |
| 2019年 | 脇村春夫                                                                               |
| 2020年 | 前田祐吉、石井連蔵                                                                     |
| 2021年 | 川島勝司、佐山和夫                                                                     |
| 2022年 | 松前重義                                                                               |
| 2023年 | 古関裕而                                                                               |
| 2024年 | 谷村友一                                                                               |
| 2025年 | 富澤宏哉                                                                               |

| 年度   | 新世紀特別表彰者             |
| ------ | ---------------------------- |
| 2002年 | フランク・オドール、正岡子規 |
| 2003年 | ホーレス・ウィルソン、鈴鹿栄 |

## 備考
- プレイヤー表彰は2008年から2013年までは、有資格初年度の得票率が有効投票数の3%未満だった場合のみ、次年度以降の候補者から除外されることとなっていた[2]。
- 2007年以前は有効投票数の3%未満だった場合でも次年度の候補者から除外されることはなかったが、得票率の低い候補者は競技者表彰委員会による候補者選びの段階で除外される傾向にあった[32]。
- 2007年の表彰規程改正により、選手を引退して5年経過すれば現役の監督・コーチでも殿堂入りが可能となっている。
- 有罪判決やスポーツマンシップに欠ける行為等によって競技者表彰委員会の協議により不適切と判断された場合、表彰の対象者から除外される。